# Miguel de Chernígov
San Miguel de Chernígov o Mijaíl Vsévolodovich (del ruso: Михаил Всеволодович), en ucraniano: Михайло Всеволодович (c. 1185 - Sarái, 20 de septiembre de 1246) fue un príncipe Rus (miembro de la Dinastía Rúrika). Fue Gran príncipe de la Rus de Kiev (1236-1240, 1240, 1241-1243); y también príncipe de Pereyáslavl (1206), de Nóvgorod-Síverski (1219-1226), de Chernígov (1223-1235, 1242-1246), de Príncipe de Nóvgorod (1225-1226, 1229-1230), y de Hálych (1235-1236).
Evidencia arqueológica revela que las ciudades de Chernígov disfrutaron de un grado de prosperidad sin precedentes durante su período, lo cual sugiere que promover el comercio fue una prioridad para él. Interés comerciales, en parte, también lo motivaron a tomar control de Hálych y Kiev porque eran canales por donde los bienes pasaban desde el valle del Rin y Hungría hasta Chernígov (actual Cherníhiv en Ucrania). También negoció acuerdos comerciales y políticas de alianza con los polacos y los húngaros.
Alivió la carga tributaria de los nóvgorodienses y concedió a sus boyardos una mayor libertad política del príncipe. Fue el último príncipe de mayor rango autónomo de la Rus de Kiev, donde fue depuesto por los mongoles.
En la víspera de la invasión mongola, fue uno de los príncipes más poderosos de la Rus de Kiev. Ha sido acusado de un liderazgo ineficaz porque no pudo unir a los príncipes de la Rus contra los invasores; en su defensa hay que señalar que esta era una tarea imposible.
Mijaíl fue el primer príncipe de los Ólgovichi (la dinastía de Chernígov) en convertirse en mártir de acuerdo con el significado común de la palabra: fue condenado a la pena de muerte por conservar su fe cristiana. Él y su boyardo Teodoro fueron torturados y decapitados por los tártaros.

## Primeros años
Era el único hijo conocido del príncipe Vsévolod Sviatoslávich (quien más tarde se convertiría en el gran príncipe Vsévolod IV el Rojo de Kiev), con Anastasia, la hija del gran duque Casimiro II de Polonia. Los dominios patrimoniales de su padre estaban ubicados en el sector noroeste de las tierras de los viátichi, donde Mijaíl indudablemente pasó su infancia.

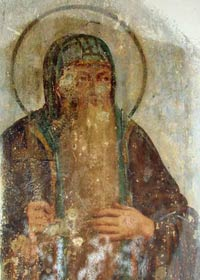
San Nikita el Estilita.

Cuando Mijaíl era niño, sufrió de una enfermedad paralizante. Su abuelo, el gran príncipe Sviatoslav III Vsévolodovich de Kiev dio muchas riquezas a las iglesias en el intento fallido de conseguir una cura. Finalmente, escuchó del realizador de milagros Nikita el Estilita, que vivía en el monasterio de San Nicetas en Pereslavl-Zaleski, Súzdal. El príncipe, acompañando por boyardos, cabalgó a la ciudad y llegó al pilar del monje. El estilita le dio su bastón a uno de los boyardos para que se lo llevara al príncipe; Mijaíl lo tomó, fue curado, y se acercó al pilar del hacedor de milagros para pedir su bendición. Luego de su cura, dio una generosa donación al monasterio y ordenó que se erigiera una cruz de piedra, de acuerdo a una fuente el 16 de mayo de 1186, en el sitio donde fue curado. Aunque el evento es contado solo por fuentes tardías y adornado con detalles piadosos, el acontecimiento tiene un ápice de verdad.
En el verano de 1206, su padre sitió Kiev, enviando a sus posádniki a todas las ciudades kievitas, y obligando al gran príncipe Riúrik Rostislávich a retirarse a Vruchi (actual Óvruch en Ucrania). Vsévolod Svyatoslávich también expulsó a Yaroslav Vsévolodovich (hijo del gran príncipe Vsévolod Yúrievich de Vladímir) de Pereyaslavl, y le dio la ciudad a Mijaíl. Sin embargo, Riúrik estaba determinado a mantener el control de Kiev, y echó a Vsévolod Sviatoslávich con relativa facilidad. Riúrik Rostislávich demandó a Mijaíl, quien solo tenía un pequeño séquito a su disposición, desocupar Pereyaslavl, y así se retiró hacia su padre en Chernígov. En algún momento del verano de 1207, su padre ocupó de nuevo Kiev, pero en octubre, Riúrik cabalgó a Kiev, expulsó a Vsévolod Sviatoslávich por segunda vez y ocupó la ciudad; Mijaíl acompañó a su padre desde Kiev.
Ninguna fuente relata el casamiento de Mijaíl, pero la evidencia sugiere que se casó con Elena Románovna (o María Románovna), hija del príncipe Román Mstislávich de Hálych en 1210 o 1211.
En junio de 1212, el príncipe Mstislav Románovich de Smolensk, el príncipe Mstislav Mstislávich el Valiente de Nóvgorod y el príncipe Íngvar Yaroslávich de Lutsk lanzaron una gran ofensiva contra Vsévolod Sviatoslávich quien confrontó a los atacantes en Výshgorod. Sin embargo, los Rostislávichi ocuparon Kiev. Vsévolod huyó de Kiev, probablemente acompañado por Mijaíl, por tercera vez y buscó refugio en Chernígov donde murió en algún momento de agosto de 1212. Mijaíl probablemente heredó Brin, Serensk, y Mosalsk de su padre.
Cuando su tío Gleb Sviatoslávich muere entre 1215 y 1220, y Mstislav II Sviatoslávich se muda a Chernígov, Mijaíl, debido a su estatus de segundo en la escala principesca, probablemente ocupa Nóvgorod-Síverski.

Los movimientos de Gengis Kan y sus generales.

En la primavera de 1223, un fuerte cuerpo de caballería mongola bajo el comando de Jebe y Subutai, quienes habían sido mandados por Gengis Kan para explorar "las tierras del oeste", entraron al territorio cumano. Incapaces de resistir a la estampida, los cumanos huyeron a advertirle a los Rus que si se negaban a enviar ayuda el mismo destino les esperaría a ellos. El consejo de guerra de los príncipes del Rus decidió no esperar a la llegada de los tártaros, sino atacarlos violentamente en las estepas cumanas. Mijaíl fue uno de los presentes en la reunión. Las fuerzas unidas de los príncipes bajaron por el río Dniéper, y la primera escaramuza tuvo lugar en las orillas del río. En esta batalla de vanguardia Mstislav Mstislávich el Valiente logró derrotar a un destacamento de tropas mongolas.
Cruzando el Dniéper, los ejércitos marcharon por las estepas durante 8 días antes de que se encontraran con la principal fuerza mongola a orillas del río Kalka. No había unidad de comando en el ejército ruso. El resultado fue desastroso: luego de la batalla, un número de príncipes (incluyendo Mstislav II Sviatoslávich de Chernígov) murieron durante la huida.

## Príncipe de Chernígov y Nóvgorod

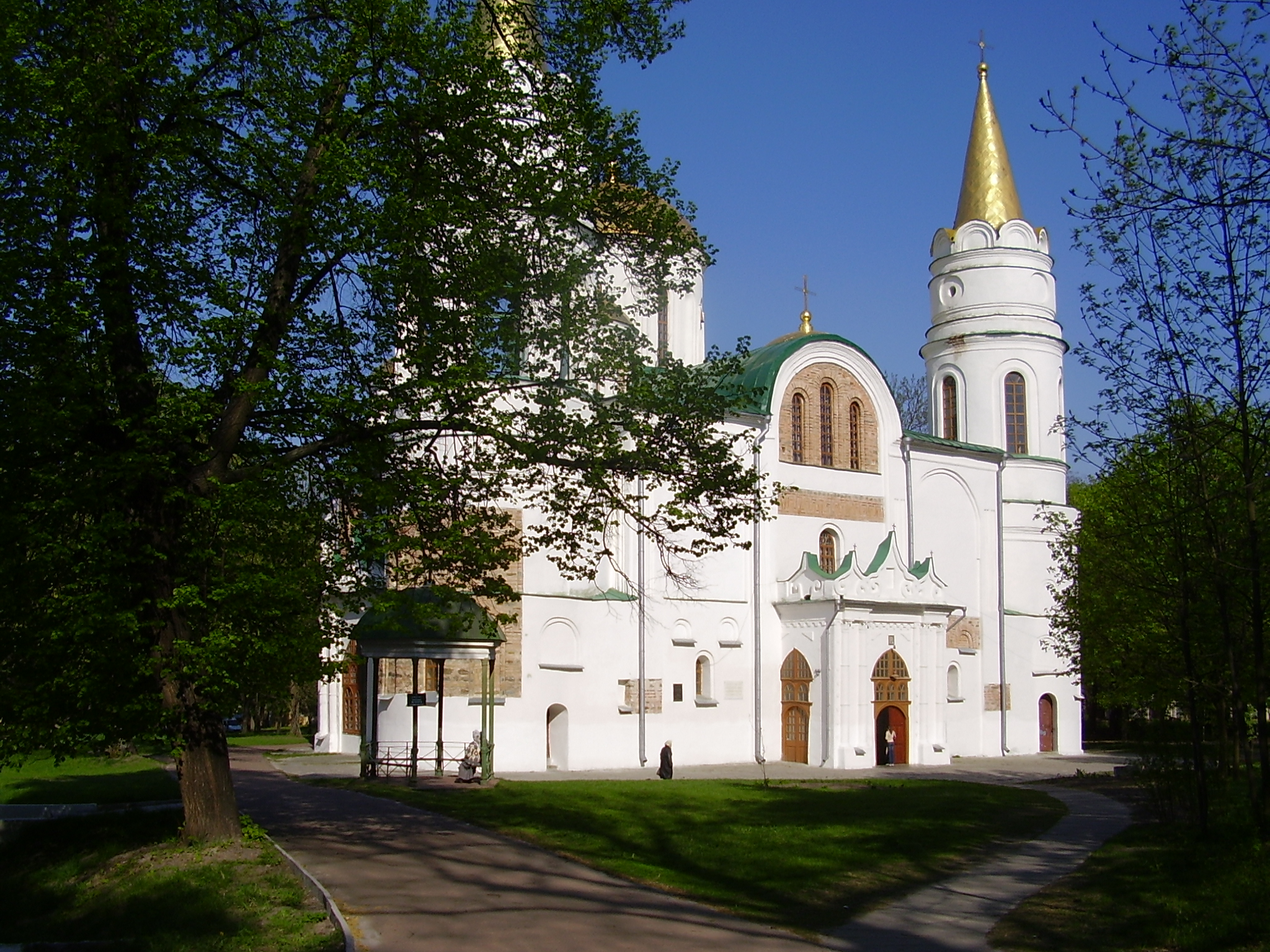
La Catedral del San Salvador en Chernígov (1030s).

Mijaíl esté probablemente entre los primeros sobrevivientes que regresaron a Chernígov. Las crónicas no dicen que Mijaíl reemplazó a Mstislav II Sviatoslávich como príncipe de Chernígov, pero evidencia posterior revela que luego del fallecimiento de su tío ocupó el trono de su padre y abuelo en la Catedral del San Salvador. La ceremonia tomó lugar posiblemente alrededor del 16 de junio. Debido a que varios príncipes de su generación murieron antes que él sin dejar herederos, Mijaíl, en su capacidad de principal heredero, asumió el control de varios dominios. Esta acumulación de territorios lo hizo el mayor terrateniente de la zona.

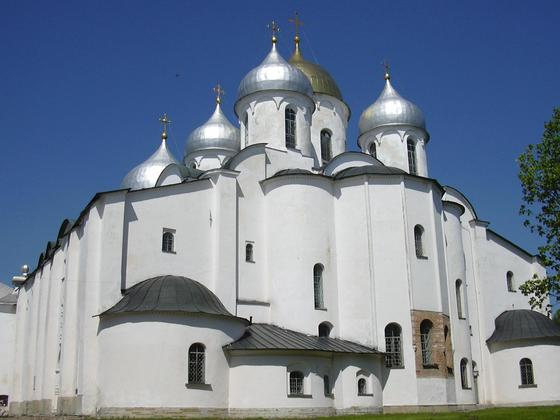
Catedral de Santa Sofía de Nóvgorod.

Por ese tiempo, los nóvgorodienses reconocieron al Gran Príncipe Yuri II Vsévolodovich de Vladímir como su señor, aunque frecuentemente cuestionaron su nombramiento de príncipes. En 1224, su hijo, Vsévolod Yúrievich, tuvo que huir de Nóvgorod. Al parecer Mijaíl ya estaba en Vladímir en el Kliazma cuando Yuri Vsévolodovich se enteró de la huida de su hijo. Yuri amenazó a los nóvgorodienses con atacarlos; en respuesta, confirmaron su lealtad hacia él pero hicieron un pacto de morir en defensa de la Catedral de Santa Sofía. Yuri, por lo tanto, propuso que aceptaran a Mijaíl como príncipe. Los novgorodienses aceptaron y, en marzo de 1225, Mijaíl ocupó Nóvgorod. Sin embargo, Yuri exigió la suma de 7000 grivnas de plata nuevas o 3500 antiguas como multa a los ciudadanos y confiscó sus bienes.
Mijaíl fue a Nóvgorod, donde actuaba como designado de Yuri Vsévolodovich y no como gobernante autónomo, con la intención de regresar a Chernígov. Una de las más importantes tareas era recuperar la mercancía de los nóvgorodienses que Yuri había confiscado en Torzhok y en su propio dominio. Antes de irse de Nóvgorod, Mijaíl invitó a los burgueses a enviar mercaderes a Chernígov y declarar sus tierras como una sola. Luego de su salida de Nóvgorod, el Veche de Nóvgorod envió un pedido para ser príncipe al hermano de Yuri Vsévolodovich, el príncipe Yaroslav Vsévolodovich de Pereslavl-Zaleski.
Luego de un año de haber vuelto a Chernígov, Mijaíl se vio envuelto en una disputa dinástica: Oleg Sviatoslávich de Kursk se estaba preparando para librar una guerra contra él. La evidencia disponible sugiere que el terreno en disputa era Nóvgorod-Síverski. Es de destacar que las crónicas no acusan ni a Mijaíl ni a Oleg de malas conductas y que cada uno tenía una causa justa. Durante el invierno de 1227, Yuri Vsévolodovich, y sus sobrinos (el príncipe Vasilko Konstantínovich de Rostov y el príncipe Vsévolod Konstantínovich de Pereyaslavl) fueron a ayudar a Mijaíl contra Oleg Sviatoslávich; además, el metropolitano Kirill I de Kiev también ayudó a reconciliar a Mijaíl con Oleg quien evidentemente se había convertido en príncipe de Nóvgorod Síverski.
En 1228, el Gran Príncipe Vladímir III Riúrikovich de Kiev se alió a Mijaíl y atacó al cuñado de este último, el príncipe Danílo Románovich de Volodímir-Volinski, quien había sitiado las ciudades de Lutsk y Chartorysk, en Kamianéts. Sin embargo, fallaron en tomar Kamianéts, siendo la capacidad de Danílo de soportar el asedio todavía más impresionante, ya que Vladímir III supuestamente atacó junto a todos sus aliados.
En diciembre de 1228, el pueblo de Nóvgorod se levantó en armas contra el týsiatski Viacheslav y designó a Borís Negóchevich en su lugar, además de invitar a Yaroslav Vsévolodovich a retornar bajo un nuevo acuerdo. Insistieron en que se cumplan todos sus términos y todas las leyes de Yaroslav I el Sabio; también hicieron cancelar el zabozhnitse (un impuesto especial a las iglesias que funcionaban como almacenes), y dejara de designar sus jueces en tierras nóvgorodienses. El 20 de febrero de 1229, sin embargo, los hijos de Yaroslav Vsévolodovich (Teodoro Yaroslávich y Alejando Yaroslávich) huyeron hacia su padre. Los novgorodienses invitaron a Mijaíl, y él partió a Nóvgorod luego de recibir la invitación, llegando a principios de mayo.
Mijaíl y los ciudadanos adoptaron medidas para debilitar el poder de Yaroslav: el veche designó al boyardo Vnezd Vodóvik como el nuevo posádnik y también quitó a sus otros administradores. Luego de imponer fuertes multas a los seguidores de Yaroslav, los novgorodienses usaron el dinero en beneficio de toda la comunidad para la construcción de un puente.
Las legislaciones en favor de Nóvgorod de Mijaíl incluían la concesión de parte del poder del príncipe a las autoridades del pueblo: permitió a los boyardos nombrar a sus propios jueces. También abrogó el zabózhnitse, estableció una moratoria en el pago de tributo por cinco años a los campesinos que habían huido a otras tierras y querían volver a Nóvgorod, y redujo los impuestos de la gente común. Luego de pasar tres meses en Nóvgorod, Mijaíl volvió a su hogar. Cuando dejó Nóvgorod, designó a su hijo Rostislav Mijáilovich como su lugarteniente, y al volver a Chernígov se llevó consigo a los novgorodienses más destacados.
En mayo de 1230, volvió a Nóvgorod donde había instalado a su hijo en el trono. Antes de irse, prometió a los nóvgorodienses volver con tropas el 14 de septiembre. El 8 de diciembre, los novgorodienses obligaron a Rostislav a escapar hacia su padre bajo el débil pretexto de que Mijaíl había prometido traer las tropas el 14 de septiembre, pero ya era 8 de diciembre y él no había llegado. De este modo los apoyadores de Yaroslav Vsévolodovich expulsaron a los Ólgovichi de Nóvgorod, como se vio después, por última vez. Convocaron a Yaroslav Vsévolodovich y él llegó el 30 de diciembre. Mientras tanto, un grupo de disidentes encontraron refugio con Mijaíl; para asegurar su hegemonía sobre Nóvgorod, por lo tanto, Yaroslav Vsévolodovich tuvo que detener a Mijaíl de darles su apoyo.

## Príncipe de Chernígov y Gran Príncipe de Kiev

El Rus de Kiev en 1237.

En el verano u otoño de 1231, Mijaíl comenzó la guerra contra el gran príncipe Vladímir III Riúrikovich de Kiev, quien envió un pedido de ayuda a Danílo Románovich (cuñado de Mijaíl). Danílo fue y pacificó a los dos príncipes.
En el otoño de 1231, Yaroslav Vsévolodovich atacó el distrito noroeste de las tierras de Viatiches. Prendió fuego Serensk (centro administrativo del patrimonio de Mijaíl), pero cuando sitió Mosalsk, falló en tomarla. Yaroslav, sin embargo, se negó a concluir la paz demostrándole a Mijaíl que estaba dispuesto a seguir su objetivo hasta que Mijaíl expulsara a los nóvgorodienses fugitivos de sus tierras. Hacia el final de 1231 Vnezd Vodóvik murió en Chernígov; Mijaíl había sido obligado a apoyar a Vodóvik debido a sus juramentos mutuos, y su muerte lo liberaba de la obligación. Por lo tanto, el týsiatski Borís Negóchevich y su grupo dejaron Chernígov antes de la Semana Santa de 1232.
En 1232, tropas enviadas por Vladímir III Riúrikovich persiguieron y capturaron a los príncipes de Bolojov que habían invadido las tierras de Danílo Románovich y se las devolvieron a este último. Mijaíl y el príncipe Iziaslav Vladímirovich de Putivl amenazó con atacar a Danílo si se negaba a liberarlo. Aunque Vladímir renovó su pacto con Danílo, Mijaíl e Iziaslav continuaron la guerra entre ellos. En enero de 1235, Vladímir y Danílo atacaron Chernígov, saquearon los alrededores y prendieron fuego las afueras de la ciudad con la esperanza de que Mijaíl se rindiera. Este, sin embargo, prometió a Danílo muchos regalos si abandonaba a Vladímir III. Danílo accedió e intentó persuadir a Vladímir de que levantara el sitio; pero Mijaíl salió de Chernígov a la noche, tomó a los soldados de Danílo por sorpresa y mató a muchos de ellos. Su cuñado apenas pudo escapar y se vio obligado a retirarse al territorio de Kiev.
Mijaíl esperó hasta que Iziaslav Vladímirovich trajera a los cumanos y luego cabalgó en persecución. Ambas partes se encontraron cerca de Torchesk, donde Vladímir Riúrikovich y Danílo Románovich fueron derrotados, y los anteriores junto a muchos boyardos fueron tomados en cautivero. Mientras tanto, los aliados de Mijaíl tomaron Kiev, donde evidentemente hicieron pagar honorarios por sus productos a los comerciantes germanos que venían de Nóvgorod, y pusieron a Iziaslav Mstislávich (uno de los Rostislávichi) en el trono.

Galicia-Volinia en los siglos XIII-XIV.

En una fecha no revelada luego de que Danílo vuelva a Hálych por su derrota en Torchesk, sus boyardos se rebelan y lo obligan a huir a Hungría. Hacia finales de septiembre, Mijaíl ocupó Hálych, mientras su compañero de armas, Iziaslav Vladímirovich, sitiaba Kamianéts. En la primavera de 1236, Mijaíl atacó a Danílo Románovich en Volinia. Además de su propio séquito, probablemente fue acompañado por los boyardos de Galitzia, los príncipes de Bolojov, y las tropas kievitas. También envió a Iziaslav Vladímirovich a traer a los cumanos; y finalmente, convocó al duque Conrado I de Mazovia (su tío materno) quien había roto los lazos de amistad con Danílo. El tamaño de su fuerza de ataque sugiere que intentaba capturar la capital de su cuñado. Sin embargo, los cumanos saquearon las tierras galitzianas obligando a Mijaíl a abandonar su campaña.
Mientras tanto, el rey Bela IV de Hungría renovó el pacto de su padre con Mijaíl, al parecer renunciando a su pretensión sobre Hálych y acordando darle a Mijaíl ayuda militar. A comienzos del verano de 1236, Danílo Románovich y su hermano Vasílko reunieron sus tropas para marchar contra Mijaíl. Sin embargo, este se atrincheró en Hálych con su séquito, la milicia local, y un contingente de húngaros. Disuadidos de tomar Hálych, intentaron sitiar los puestos de Zvenígorod, pero sus ciudadanos repelieron el ataque. Luego de que las tropas húngaras se hubiesen ido, Danílo intentó de nuevo; Mijaíl intentó aplacar a su cuñado dándole Przemyśl, cuyos habitantes lo habían apoyado antes en el pasado.
Mientras tanto, el gran príncipe Yuri II Vsévolodovich de Vladímir y Danílo Románovich hicieron un pacto, obligando a Vladímir Riúrikovich, quien había reemplazado a Iziaslav Mstislávich, a abandonar Kiev, y designaron al hermano de Yuri Vsévolodovich, Yaroslav, en la ciudad. Este último llegó a Kiev alrededor de marzo de 1236; pero no logró consolidar su gobierno y volvió a Súzdal. Luego de designar a su hijo para gobernar Hálych, Mijaíl fue a Kiev, donde entró sin oposición. Poco después de ocupar Kiev, él y su hijo atacaron Przemyśl tomándola de vuelta de Danílo Románovich. El pueblo de Hálych, sin embargo, convocó a Danílo alrededor de 1237, y lo instaló como príncipe; el hijo de Mijaíl huyó hacia el rey Bela IV y todos los boyardos de Hálych se sometieron al cuñado de Mijaíl.

## La invasión mongola de la Rus de Kiev
En el invierno de 1237, Batú Kan llegó a las fronteras de Principado de Riazán; es posible que el príncipe Yuri Íngvarevich de Riazán enviara a su hermano, Íngvar II Íngvarevich a Chernígov a pedir ayuda a Mijaíl, pero este no envió tropas a los asediados príncipes. El 21 de diciembre, los mongoles tomaron Riazán, y saquearon los tesoros de sus habitantes, incluyendo los bienes de sus parientes de Kiev y Chernígov.

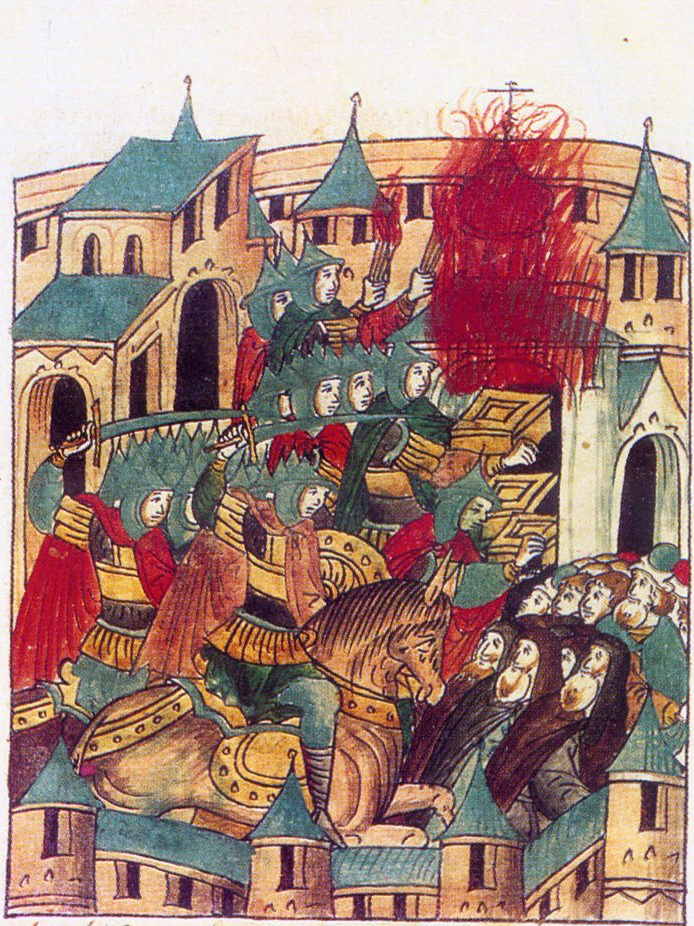
Saqueo de Súzdal por Batú Kan en febrero de 1238.

En marzo de 1238 los mongoles, quien habiendo vencido y asesinado a las tropas de Yuri II Vsévolodovich, continuaron su marcha, y en las tierras de los Viátiches llegaron a la ciudad de Kozelsk, y lucharon por 7 semanas para destruirla. Evidencia arqueológica revela que los dominios de Mijaíl de Mosalsk y Serensk sufrieron el mismo destino.
La segunda fase de la invasión mongola empezó a principios de 1239; el 3 de marzo un contingente tomó Pereyaslavl y le prendió fuego. Poco después de que Pereyaslavl cayera, al parecer, Mijaíl fue a Kamianéts, y organizó una evacuación general de su corte de Kiev. Sin embargo, Yaroslav Vsévolodovich en Súzdal supo de su destino: sitió Kamianéts, capturó a la esposa de Mijaíl, y saqueó varios tesoros, pero Mijaíl escapó y volvió a Kiev. Cuando Danílo Románovich supo que su hermana (esposa de Mijaíl) estaba cautiva, le pidió a Yaroslav que la mandara con él.
En el otoño de 1239, los mongoles, que habían ocupado Chernígov el 18 de octubre, enviaron mensajeros proponiendo la paz, pero Miajíl se negó a someterse. Durante la primera mitad de 1240, Batú Kan envió a Möngke a explorar Kiev; cuando sus mensajeros fueron a Mijaíl por segunda vez, tratando de convencerlo para que se rindiera, Mijaíl desafió al kan matando a los enviados. Las fuerzas de la Rus de Kiev en las que Mijaíl todavía podía confiar era su propia druzhina y la milicia kievita, por lo que huyó a Hungría.
En el caos que precedió a la invasión en el margen derecho del río Dniéper, príncipes menores y boyardos tomaron ventaja de las oportunidades que se les presentaban para tomar el poder: Rostislav Mstislávich sitió Kiev, pero fue derrotado por Danílo Románovich.
Mientras tanto, Mijaíl llegó a Hungría donde intentó arreglar un matrimonio entre su hijo Rostislav Mijáilovich con la hija del rey. A la luz de la difícil situación de Mijaíl, Bela IV no veía ninguna ventaja en formar tal alianza y expulsó a Mijaíl y su hijo de Hungría. En Mazovia, Mijaíl recibió una cálida bienvenida de su tío, pero decidió que el siguiente curso de acción era buscar reconciliación y enviar mensajeros a su cuñado. Mijaíl prometió no enemistarse nunca más con Danílo Románovich y abjuró de intentar tomar en el futuro Hálych. Danílo lo invitó a Volynia, le devolvió su esposa, y le cedió el control de Kiev. Frente al ataque mongol, sin embargo, Mijaíl no volvió a Kiev, pero permitió a los hombres de su cuñado permanecer allí.
Hacia finales de 1240, Batú Kan encerró Kiev con sus tropas, y la ciudad cayó el 6 de diciembre. Al enterarse de la suerte de Kiev, Mijaíl se retiró de Volynia y por segunda vez acudió a la gracia de su tío materno. Cuando, sin embargo, los mongoles amenazaban Mazovia, viajó al oeste a Breslavia en Silesia. A medida que su caravana pasaba por el noroeste, llegaron a Środa, donde los habitantes atacaron el cargamento de Mijaíl; saquearon sus bienes y mataron a un gran número de personas, incluida su nieta. Los mongoles invadieron Silesia, y luego de que los invasores pasaran por Volynia y las tierras polacas, Mijaíl volvió a Mazovia.

## Últimos años
En algún momento de la primavera de 1241, consideró seguro volver a su casa. Se detuvo en la devastada ciudad de Volodímir-Volinski, cabalgó al nordeste a Pinsk, y luego viajó río abajo hasta Kiev. Incapaz de volver a su corte en la citadela porque un oficial de Batú Kan posiblemente lo había ocupado, tomó residencia en una isla cerca de Podil. Significativamente, los hombres de Batú Kan no se habían opuesto a su llegada, lo que indicaba que los mongoles estaban dispuestos a dejar que los príncipes refugiados regresaran a sus ciudades, sin ninguna obstrucción.
Al enterarse de que Bela IV había dado a su hija en casamiento al hijo de Mijaíl, Rostislav Mijáilovich (quien había huido a Hungría) en 1242, Mijaíl creyó que sus esfuerzos por formar una alianza con la Casa de Árpad finalmente se habían realizado. Por lo tanto cabalgó hacia Hungría esperando negociar los acuerdos que comúnmente acompañan dichas alianzas. Sin embargo, sus esperanzas se vieron frustradas: el rey y su hijo lo rechazaron cuando llegó a la corte. Mijaíl, enfurecido con su hijo, volvió con las manos vacías a Chernígov.
Mientras tanto, Batú Kan ordenó a todos los príncipes visitar Sarái y pagarle a él tributo. El príncipe Yaroslav Vsévolodovich de Súzdal fue el primero en responder a la convocatoria: a principios de 1243, viajó a Sarái, donde Batú Kan lo designó príncipe de mayor rango en la Rus de Kiev. Luego de volver a Súzdal, envió a su comandante a gobernar Kiev. En consecuencia, en algún momento de la segunda parte del año, Mijaíl abandonó su corte en la isla debajo de Kiev y volvió a Chernígov. Pero incluso allí su autoridad era insegura: como todos los demás príncipes de la Rus de Kiev, tenía que obtener la patente de cargo de Batú Kan, el yarlyk (en), para gobernar su dominio.

## Martirio y culto

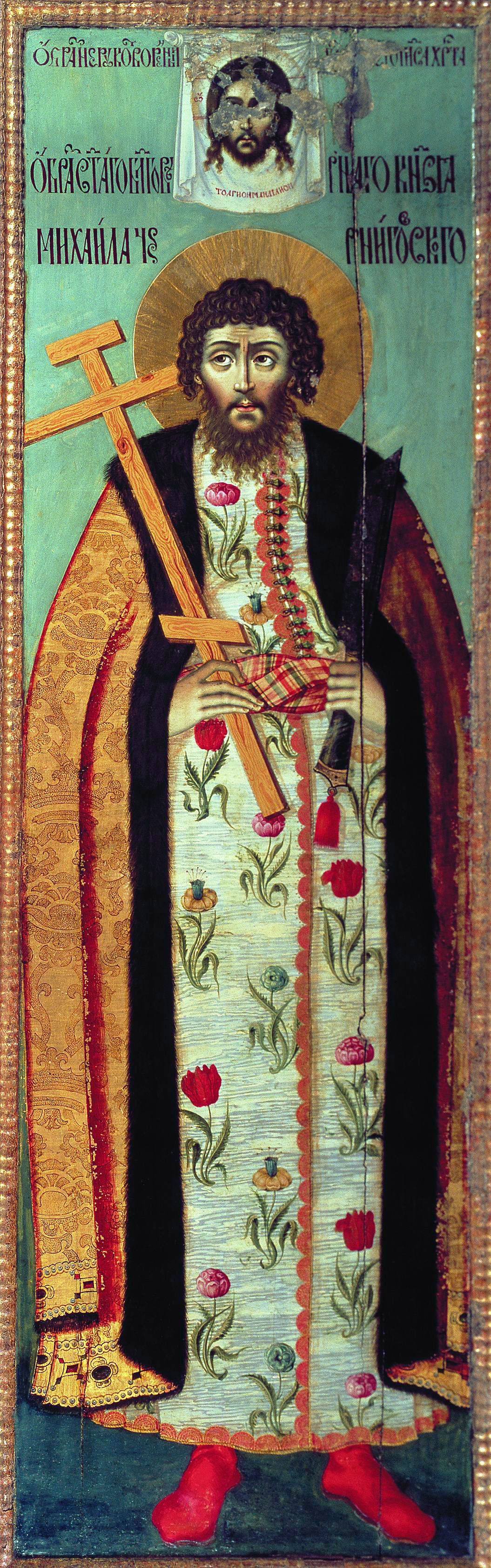
Miguel de Chernígov en un icono del

Hacia el final de 1245, solo Mijaíl entre los tres principales príncipes no se había doblegado ante el conquistador. Al final, Mijaíl fue a tiempo para prevenir un ataque de castigo contra su dominio; su nieto, Borís Vasílkovich de Rostov, lo acompañó.
Cuando llegaron a Sarái, Batú Kan envió mensajeros al campamento de Mijaíl con instrucción de venerar de acuerdo a las leyes mongoles arrodillándose frente a fuegos e ídolos. Mijaíl accedió a inclinarse ante el kan, pero insultó a los mongoles negándose a obedecer su orden de venerar a los ídolos. Enfurecido por la réplica del príncipe, Batú Kan ordenó matarlo. Fue masacrado por Domán de Putivl, y su boyardo Teodoro fue asesinado luego de él. La Primera Crónica de Nóvgorod, la crónica más antigua que reporta su muerte, narra que sus cuerpos fueron tirados a los perros; pero como signo de favor divino, sus cuerpos permanecieron sin ser molestados, con columnas de fuego sobre ellos.

(…) Cuando Miguel, uno de los príncipes de Rus, fue a someterse a Batú, los tártaros intentaron primero hacerlo pasar por dos fuegos. Luego de esto le dijeron que debería inclinarse ante Gengis Kan, pero él replicó que con gusto se inclinaría ante Batú y sus siervos, pero no ante la imagen de un hombre muerto porque eso es impropio de un cristiano. Cuando se le dijo repetidamente a través de su hijo Yaroslav que debía inclinarse, y él aún se negaba, Batú ordenó asesinar al príncipe Miguel si no se inclinaba. El príncipe Miguel de Chernígov pasó entre fuegos de acuerdo a una antigua tradición turco-mongola. Batú Khan envió a apuñalarlo a muerte por su rechazo a rendir homenaje en el santuario de Gengis Kan en el ritual pagano impuesto por el conquistador. El príncipe replicó que "prefería morir antes que hacer lo que está mal". Batú envió a Miguel con uno de sus seguidores quien lo pisó en el pecho con sus botas hasta que el príncipe murió. Mientras tanto el príncipe consolaba a uno de sus soldados que estaba cerca de él diciéndole: "Se fuerte, a decir verdad, también corta su cabeza con un cuchillo".
Giovanni DiPlano Carpini: The Story of the Mongols whom We Call the Tartars

La crónica muestra que la gente de la Rus de Kiev reconoció a Mijaíl y Teodoro como mártires inmediatamente luego de su muerte. En consecuencia, sus cuerpos fueron llevados más tarde a Chernígov y enterrados en una capilla dedicada a ellos (Los realizadores de milagro de Chernígov) en la Catedral de San Salvador.
Su esposa lo sobrevivió y promovió su culto. Su hija María y los hijos de ésta, Borís y Gleb Vasílkovich, inauguraron la fiesta de los realizadores de milagros de Chernígov, el 20 de septiembre, y construyeron una iglesia en su honor. Su hermana, Feodula, que se había convertido en la monja Eufrosinia, también adentró el culto a juzgar por un relato del siglo XVII que cuenta de la existencia de una capilla de madera en Súzdal dedicada a ellos.
El culto fue aprobado en 1547. Cuando Chernígov fue ocupada por los polacos en 1578, Iván IV el Terrible hizo mover las reliquias de los dos santos a Moscú, donde fueron ubicadas en la Catedral del Arcángel Miguel. Particularmente en tiempos de opresión, estos mártires han sido considerados por los rusos como representantes especiales ante Dios.

## Casamiento e hijos
#1210/1211: Elena Románovna (o María Románovna), hija del príncipe Román Mstislávich de Hálych y su esposa, Predslava Riúrikovna de Kiev
- Feodula Mijáilovna (1212-1250); se convirtió en monja y adoptó el nombre religioso de Eufrosina;[2]
- Duque Rostislav Mijáilovich de Moesa (luego de 1210 / c. 1225[3] - 1262);[2]
- María Mijaílovna (? - 7/9 de diciembre de 1271),[3] esposa del Príncipe Vasílko Konstantínovich de Rostov;[2]
- Príncipe Román Mijáilovich de Chernígov y Briansk (c. 1218 - luego de 1288 / luego de 1305[3]);[2]
- Príncipe Mstislav Mijáilovich de Karachev y Zvenígorod[2] (1220-1280);[3]
- Príncipe Simón Mijáilovich de Glújov y Novosil;[2]
- Príncipe Yuri Mijáilovich de Torusa y Bryansk.[2]

Nicolás Baumgarten en Généalogies et mariages occidentaux des Rurikides russes du Xe au XIIIe siècle (Orientalia christiana 9, no. 35 (1927)) incluye un apéndice con respecto a los príncipes de Chernígov. Esencialmente, los cuatro príncipes —Román, Simón, Mstislav, y Yuri— en la mayoría de las genealogías rusas pasadas y presentes (Dolgorúkov, Vlásiev, Ikónnikov, Ferrand, Dumin & Grebel'skii, etc.) aparecen como hijos de San Miguel de Chernígov y como progenitores de numerosas familias reales, pero aparentemente no se encuentran en ningún documento histórico original. Aparecen por primera vez en genealogías compuestas —o inventadas— en el siglo XVI. (El sigo XVI fue testigo de una serie de extravagantes aspiraciones genealógicas entre las familias nobles y reales europeas. Los Habsburgo afirmaban descender del primo de Julio César, Sextus (entre otros); los Bagratids de Georgia, del rey bíblico Davíd; los Lévis-Mirepoix, de los primos de la Virgen María; y los zares moscovitas, de Augusto César).

## Descendientes
En la segunda mitad del siglo XIX, varias ramas derivadas de Mijaíl florecieron: los Boryátinskie (véase Aleksandr Bariátinski), los Gorchakovy, los Dolgorúkie, los Elétskie, los Zvenigoródskie, los Koltsovy-Mosálskie, los Obolénskie, los Odóevskie, y los Scherbátovy.